# Левашова Світлана Василівна
Світлана Василівна Левашова (також де Роган-Левашова, до шлюбу Серьогіна, у першому шлюбі — Жімантін, лит. Žymantienė; 15 грудня бл.1965, Алітус — 13 листопада 2010, Л'Іль-Бушар) — російська письменниця, співачка та кутюр'є литовського походження, авторка книги «Одкровення» (рос. «Откровение»). Дружина та соратниця російського академіка Миколи Левашова (з 1991), засновника і лідера Російського Громадського Руху «Відродження. Золоте століття».

## Життєпис
Світлана народилася у Литві, в невеликому містечку Алітус у родині Василя Серьогіна (з роду кн. Оболенських і де Роган) та Анни Жукаускайте (лит. Ona Žukauskaitė). Дитинство докладно описала в перших розділах своєї єдиної книги «Одкровення». Розказані нею у другій частині книги подробиці про події, що ми добре «знаємо», суттєво відрізняються від тих, про які нам розповідали раніше.
У школі Серьогіна була допитливою дитиною. За словами її чоловіка Миколи Левашова, Світлана розповідала, як одного разу вона поставила в незручне становище вчителя литовської мови. Коли він пояснював дітям про те, наскільки велика і могутня литовська мова, про її стародавність і т.ін. Світлана підняла руку і задала йому пряме запитання: «Чому, якщо литовська мова така стародавня, тоді немає жодної литовської книги чи документа раніше XV століття?» Питання поставило його в глухий кут, за що вчитель її сильно не взлюбив. Хоча, незважаючи на це, Світлана все одно і з його предмету мала відмінну оцінку.

### Популярний виконавець
Закінчивши консерваторію у Вільнюсі, Світлана стала популярним виконавцем. Мала гарний і сильний голос — співала російською, литовською та англійською мовами, дві її пісні потрапили до ТОП-10 кращих пісень Литви ХХ століття. Зі своєю групою Світлана об'їздила весь Радянський Союз — від Далекого Сходу до західних кордонів, від Крайньої Півночі до гір Паміру та Алтаю. Всесоюзна компанія звукозапису «Мелодія» випустила кілька їх платівок. Через розбіжності з колишнім чоловіком (який писав музику для її пісень та акомпанував на гітарі), Світлана пішла зі сцени на піку своєї популярності.
|  | Коли я вперше почув її голос з платівки з її піснями в 1997 році, серце відразу защемило, стало дуже тепло. Я не розумів слів пісні, яку Світлана співала литовською, але ніжний смуток пісні торкнувся найпотаємніших куточків моєї душі. Пізніше я з'ясував у Світлани сенс слів пісні, і мені стала зрозуміла причина мого почуття. Володіючи оперним голосом, вона співала тихо, тому що... співала колискову. Її світлий спів неймовірно ніжно вливався в мене. Микола Левашов |

### Дизайнер одягу
Різко завершивши кар'єру співачки, Світлана не впала в паніку або депресію. Навпаки: вона освоїла нову професію дизайнера одягу, отримавши паралельно другу вищу освіту. Навіть в радянські часи вона досягла на цьому поприщі чи не менших успіхів, ніж на сцені. Світлана сама варила батик, додаючи потрібні барвники, щоб отримати необхідну колірну гаму, різні колірні переливи та переходи на матеріалі. Потім своїми руками шила барвисті костюми за власними скетчами.
Її дизайнерські роботи з батику отримували добрі оцінки і нагороди на багатьох виставках. Згадуючи про це, Левашова нарікала, що в СРСР було практично неможливо знайти матеріали і кольори, які були потрібні для втілення її творчих задумів.

### Журналістика
На початку 1988 року Світлана переїхала в Польшу, де влаштувалася на работу тележурналістом європейського телеканалу «Антена» — його польського відділення. Навесні того ж року вона приїхала у відрядження до Москви, де їй було доручено зняти матеріал про Російську православну церкву. Серьогіна домоглася зустрічі з Алексієм II, а потім часто зустрічалася і спілкувалася з патріархом. Коли вбили Олександра Меня, Алексій II одним з перших повідомив їй цю сумну новину. Він познайомив Світлану зі старцем Сергієм, який, як вона вважала, швидше за все, був волхвом і носієм древніх знань.
Завдяки теплим відносинам, Алексій II дозволив знімальній групі Світлани зняти на камеру патріарші покої і вівтар у Сергієвому Посаді, чого до цього нікому і ніколи не дозволялося. На європейські екрани в результаті вийшов документальний фільм про РПЦ, під режисурою Світлани, який отримав багато нагород професійного співтовариства.
Після цього Світлана Серьогіна знімала для польського телебачення в Москві також багато, так званих, «диваків»: нею були створені матеріали про астролога Глобу, чаклуна Тарасова, екстрасенса Кашпіровського та багатьох інших. У квітні 1991 року колега-журналіст із Донецька познайомила її з Миколою Левашовим.
 

### Здоров'я
В молодості Серьогіна перенесла менінгіт в дуже важкій формі, після чого її переслідував головний біль — настільки сильні, що навіть уколи морфію їх не знімали. Незабаром лікарі сказали Світлані, що вони не можуть далі їй прописувати це знеболювальне, бо відбудеться звикання. Відтоді вона була приречена постійно жити з нестерпним болем без будь-якої допомоги з боку медицини.
Почавши працювати з її хронічним менінгітом навесні 1991 року, Микола Левашов зміг поступово зняти головний біль, що мучив Світлану.

### Москва— Нью-Йорк— Париж
Через півроку після випадкового знайомства, 1 грудня 1991 р. Микола Левашов і Світлана Серьогіна зіграли весілля. В тому ж році подужжя Левашових емігрувало до США.
Чоловік Світлани займався цілительською практикою, приймаючи пацієнтів в одній із трьох кімнат центру акупунктури Американского коледжу традиційної китайської медицини. American College of Traditional Chinese Medicine. У 1994 році Микола Левашов самостійно опублікував свою першу книгу «Останнє звернення до людства», що ускладнило відносини подружжя Левашових з владою (в Росії книга була надрукована в 1997 р. видавництвом «Русский терем»). Згодом Левашов написав ще кілька книг, виданих як самостійно, так і в сторонніх видавництвах.
|  | Наше цькування почалося ще в 1993 році і з тих пір не припинялася, значно підсиливши після мого повернення в Росію в 2006-му році. Практично не було тижня, щоб нам не піднесли якусь чергову капость. Особливо сильну цькування організували нам у Франції, особливо після 2003 року: французька влада робили все можливе і неможливе, щоб відібрати у нас наш замок, спритно маніпулюючи законами. Микола Левашов |

Замок Шато-дю-Тампль (Le Chateau du Temple) поблизу Л'Іль-Бушар, за словами друга родини Вагіза Юсупова, Левашови отримали в користування від шляхетного француза — нащадка князівського роду, якого Микола Вікторович вилікував від тяжкого недуга.
«В маєтку Левашових у Франції була величезна бібліотека, з чим ніяк не могла погодитися влада, представники якої намагалися відібрати цінні книги, і манускрипти, і старовинні документи, і гравюри… Ворогам все-таки вдалося дістатися і до замку, і до бібліотеки, і до персональних комп'ютерів Світлани та Миколи. Так безслідно зникли матеріали підготовлених книг і багато іншого», — розповідала Олена Біттнер.
Світлана, за її словами, виявилася спадкоємицею роду Роганов і Оболенських (хоча перетинання гілок цих родів поки що є під питанням). Вона дізналася про це, на жаль, тільки в 1997 році, коли тата вже не було в живих, під час подорожі на Мальту. Левашову, буцімто, запросив відвідати острів її кузен з роду Роганів (de Rohan) та Бріссак (de Brissac), який дуже давно її розшукував. Саме він і повідав їй, звідки насправді походить родина її шляхетного батька.
Отримавши у спадок титул, Світлана жила у Франції, а її чоловік — у Сан-Франциско. Втім до 2003 року вони могли регулярно бачитись, оскільки Світлана мала право перебувати в США скільки завгодно до тих пір, поки Микола Левашов мав право там працювати. Втім, коли в 2003 році, вона пішла отримувати новий дозвіл на в'їзд замість попереднього, їй відмовили, пославшись на те, що статус чоловіка вже анульовано, хоча це було не так.
Світлана вилетіла до Франції, не маючи на руках документа, що дозволяв їй повернутися в США. Прилетівши до Франції, вона пішла в американське посольство, щоб отримати мультивізу, однако їй знову відмовили з тієї самої причини. Таким чином на три роки, з 2003 по 2006 рр. у Левашових залишилася тільки можливість телефонного спілкування. Зустріч подружжя відбулася тільки через три роки в аеропорту Шарля Де Голля, коли її чоловік, нарешті, отримав новий паспорт і повертаючись в Росію із Сан-Франциско, полетів через Париж.

### Синдикат високої моди
Максимально освоївши ще за радянських часів можливості батика, Світлана стала шукати себе в іншій діяльності, проте її мрія створювати красу нікуди не зникла. Вона реалізувалася дещо пізніше, вже в Америці. Показ її першої колекції, яку вона підготувала практично сама, відбувся в Парижі в 2000 році.
Отримавши позитивні відгуки критики, він, однак, став і останнім: за словами Н.Левашова, паризький світ «високої моди» не хотів пускати в свої ряди талановитого самородка. Світлана була прийнята в так званий Синдикат високої моди, в якому вона була однією з небагатьох представниць з країн СНД. Її номінували на престижні дизайнерські премії, що відразу створило їй багато ворогів в світі високої моди, оскільки вона трималася незалежно, що багатьом не подобалося.
У підсумку паризький бомонд в особі власників провідних Будинків високої моди організував їй бойкот. На цьому Світлана для себе тему моди закрила, хоча, за словами Н.Левашова, глибоко переживала з цього приводу.

### Смерть
За кілька днів перед тим, як піти, Левашова розповідала про свої плани, обговорювала з чоловіком обкладинки майбутніх книг «Даарія», «Діти Сонця» і «Тамплієри», для яких в архівах зібрала тисячі унікальних фотографій. Вона також мріяла продовжити автобіографічну книгу «Одкровення», в якій, на жаль, встигла висвітлити лише свої дитячі роки.
У 2010 році Левашов повідомив, що 13 листопада Світлана була вбита у Франції спецслужбами. Заяву про вбивство Світлани Левашової він повторив і в інтерв'ю телеканалу «Мир», не уточнюючи, хто саме винен в її смерті.

## Сім'я
Від першого шлюбу у Світлани залишився син Роберт Жимантас — він живе в Америці. Про його батька наразі відомо лише те, що він був учасником музичного колективу, з яким Світлана Серьогіна виступала за радянських часів (писав музику для її пісень та акомпанував на гітарі).
Другий чоловік Світлани, Микола Левашов помер (за думкою колег — загинув) незабаром після дружини, 11 червня 2012 року.
Батько Світлани, як вона пише в книзі, був єдиним сином Василя Миколайовича де'Роган-Гессе-Оболенського (de Rohan-Hesse-Obolensky) і Олени Ларіної, які з родового маєтку в 1920-х рр. були відправлені в сибірське заслання. Після того, як дідусь Світлани був розстріляний більшовиками, а бабуся померла в 1927 році під час пологів в Кургані, прийомними батьками Василя стали Василь Никандрович Серьогін (повірений Оболенських у всіх справах і один з його найближчих друзів) та його дружина Анна, які пішли за ними в Сибір за власним вибором. Так Василь Васильович де Роган-Оболенський став Василем Васильовичем Серьогіним.
|  | Дідусевій сестрі, Олександрі Оболенській (Alexis Obolensky), за допомогою друзів, на одній із зупинок вдалося втекти з потягу. За спільною згодою, вона повинна була дістатися (якщо пощастить) до Франції, де на той момент жила вся її сім'я. Ніхто не уявляв, яким чином вона могла б це зробити, але оскільки це була їх, хоч і маленька, але остання надія, то відмовитися від неї було занадто великою розкішшю для їх абсолютно безвихідного становища. У Франції на той момент знаходився також і чоловік Олександри — Дмитро, за допомогою якого вони сподівалися, вже звідти, спробувати допомогти дідовій сім'ї вибратися з цього кошмару Світлана де Роган-Левашова, «Одкровення». |

## Книга
Жанри першої і, на жаль, останньої книги Світлани Левашової — мікс автобіографічного есе та історичної прози.
|  | Я вдячна моєму дідусеві за ті яскраві і незабутні спогади, якими він наповнив мій дитячий світ, і ті незвичайні чудеса, які, на жаль, дуже скоро стали «бичем» мого дитячого існування. Я вдячна моєму батькові, без підтримки якого я ніколи не зуміла б пройти своє життя з високо піднятою головою, не зламавшись і ніколи не втрачаючи віру в себе. Без любові і віри якого, моє життя ніколи не змогло б бути таким, яким воно стало зараз. Я вдячна моїй мамі за її чудову доброту і віру в мене, за її допомогу і рішучість зберігати мої «неординарні» здібності. Я вдячна моєму чудовому синові Роберту, за можливість відчувати себе гордою матір'ю, за його відкрите серце і за його талант, а також за те, що він просто є на цій землі. І я всією душею вдячна моєму дивовижному чоловікові — Миколі Левашову — він допоміг мені знайти себе в моєму «загубленому» світі, дав мені розуміння всього того, на що я болісно намагалася знайти відповіді довгі роки, і який відкрив для мене двері в неймовірний і неповторний світ великого космосу. Йому, моєму найкращому другові, без якого я не могла б сьогодні уявити свого існування, я присвячую цю книгу. Світлана де Роган-Левашова, «Одкровення». |

## Пам'ять
28 листопада 2010 року на Пушкінській площі в Москві пройшов мітинг пам'яті Світлани Левашової, яка померла у Франції за два тижні перед тим. Незважаючи на мороз (температура повітря цього дня опустилася до -10°), мітинг пам'яті зібрав близько 150 осіб, з яких виступило понад 20-ти. Про цю дивно талановиту та хоробру жінку, яка стала фундаментом процесу відновлення правди щодо минулого руського народу, було сказано багато найтепліших слів.
17 листопада 2012 року в музеї художника Костянтина Васильєва в Москві видавництво «Митраков» провело урочисту презентацію аудіо-версії книги Світлани Левашової — «Одкровення». Робота з озвучення твора тривала майже 1,5 року в одній зі студій Санкт-Петербурга.
У листопаді 2015 р. КДД "Дарина" до річниці загибелі Світлани де Роган-Левашової провів конкурс на кращий відгук про творчість письменниці, яка "пробудила і торкнулася найсвітліші струнки душі, показавши нам інший світ, поки невидимий для багатьох, але такий же реальний, як і той, до якого ми звикли".

### На світлу пам'ять Світлани Левашової
Вот уже два года пролетело,
Как твоё сковала сердце боль.
Но враги убили только тело.
Ты осталась сильная душой.
Не подвластен разум им великий
Не доступна им твоя мечта.
Дар Богини, чудный, многоликий,
Сущности волшебной красота.
Звери алчные тебя пытали,
Разрушали зрение и мозг,
Но Законов Вечности не знали,
Много приготовлено им розг.
Не дано постичь им Правду жизни.
Канут души их в небытиё.
Посвятила ты себя Отчизне
Мы храним Учение твоё.
Быть похожей на тебя мечтаем,
Пусть пройдёт в ученье много лет.
Очень трудно и опасно...знаем.
Но горит Седары яркий Свет.
Нам Дариня щедро помогает,
И Сварога ночь уже прошла.
Пусть Уродов свора злая знает,
Что за ними смерть уже пришла.
Пусть они опасны пред кончиной.
Но не перебить им весь народ.
Просыпайтесь храбрые мужчины.
Выступайте, рыцари, вперед!
Нам ещё немного продержаться.
Близок Дорогой Победы час!
До конца, до смерти будем драться,
И никто не испугает нас!
Пусть враги поссорить нас решили,
Как когда-то было в старину.
В чем-то мы, возможно, поспешили.
Но спасаем мы Одну Страну!!!
Видеть мы хотим Мидгард красивым,
Детям подарить Век Золотой!
Каждый станет сильным и счастливым,
Лучшею Светланиной мечтой!
Любов Таланова, 12 листопада 2012 р.